# Erechthias deloneura
Erechthias deloneura är en fjärilsart som beskrevs av Turner 1923. Erechthias deloneura ingår i släktet Erechthias och familjen äkta malar. Inga underarter finns listade i Catalogue of Life.